# Zbytiny
Obec Zbytiny (německy Oberhaid) se nachází v okrese Prachatice v Jihočeském kraji. Žije zde 356 obyvatel.

## Historie
První písemná zmínka o vesnici pochází z roku 1388. V roce 1930 zde žilo 772 obyvatel. V letech 1938 až 1945 byly Zbytiny v důsledku uzavření Mnichovské dohody přičleněny k nacistickému Německu.

## Přírodní poměry
Zbytiny jsou na okraji území Chráněné krajinné oblasti Šumava, na území evropsky významné lokality Šumava a na území ptačí oblasti Boletice.
Jižně až západně od vesnice protéká řeka Blanice, jejíž okolí je chráněno jako národní přírodní památka Blanice.

## Části obce
- Zbytiny
- Blažejovice
- Koryto
- Skříněřov
- Spálenec
- Sviňovice

Od 30. dubna 1976 do 31. prosince 1991 k obci patřily i Arnoštov, Křišťanov a Markov.

## Pamětihodnosti
- Kostel svatého Víta[6]
- Drážní vodojem[7][8]